# Arab Motors

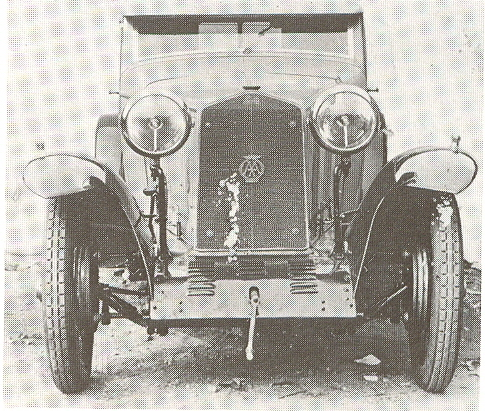
Arab 2 litre (1927)

Der Arab war ein britisches Hochleistungsautomobil, das von Reid Railton in Letchworth Garden City (Hertfordshire) von 1926 bis 1928 gebaut wurde.
Der Wagen entstand nach Diskussionen zwischen J. G. Parry-Thomas, Designer bei Leyland Motors, Reid Railton, seinem Assistenten, und Henry Spurrier, Geschäftsführer von Leyland Motors. Leyland hatte 50 Vierzylinder-Motorblöcke hergestellt, die in Lieferwagen eingesetzt werden sollten, aber das Projekt ging nicht voran. Die drei diskutierten darüber, was mit den Motoren geschehen sollte, und man einigte sich darauf einen 2,0 l-Sportwagen zu bauen. Ein Prototyp entstand unter Verwendung eines Fahrgestells von Enfield-Allday und wurde in Brooklands beim Easter Meeting 1924 eingesetzt. Die Maschine hatte eine obenliegende Nockenwelle mit den gleichen ungewöhnlichen Ventil-Blattfedern, wie sie Parry-Thomas beim Leyland Eight eingebaut hatte. Die Motorkraft wurde über ein Moss-Vierganggetriebe und eine ENV- Kegelschnecken-Hinterachse an die Hinterräder weitergeleitet. Es war eines der ersten britischen Automobile mit elektrischer Kraftstoffpumpe. Die Produktion begann 1926 in der Fabrik in Letchworth in zwei Varianten, einem Sportmodell mit Niederrahmen und einem Tourenmodell mit Hochrahmen. Es gab Karosserien mit zwei oder vier Sitzplätzen auf dem Hochrahmen für £ 525,-- und vermutlich nur Zweisitzer auf dem Niederrahmen für £ 550,--.
Parry-Thomas starb im März 1927, als er versuchte, den Geschwindigkeitsweltrekord für Landfahrzeuge mit seinem Auto Babs zu brechen. Mit seinem Tod verlor Railton das Interesse an Arab; die Fabrik in Letchworth wurde nach der Fertigstellung von nur sechs oder sieben Fahrzeugen geschlossen. Die übriggebliebenen Komponenten wurden von Thomson & Taylor, einem Rennwagenhersteller in Brooklands, aufgekauft. Aus den verbliebenen Teilen entstanden noch einige wenige Fahrzeuge. Der Zweisitzer mit Hochrahmen war gut für 128 km/h und der Super Sports soll 144 km/h schnell gelaufen sein. Ein Fahrgestell mit Hochrahmen wurde mit einem aufgeladenen Motor ausgestattet und soll 168 km/h erreicht haben.
Zwei Fahrzeuge existieren heute noch, beide mit Niederrahmen.

## Technische Daten
Motor
- Vierzylinder-Blockmotor mit Wasserkühlung, Hubraum 1.960 cm³
- Kurbelwelle mit zwei Hauptlagern
- Bohrung: 70 mm, Hub: 127 mm
- Einzelne, obenliegende Nockenwelle und Ventilblattfedern, Zwangsschließung
- Einzelner Claudel-Hobson-Vergaser
- 65 bhp (48 kW) bei 4.000 min−1

Getriebe
- Moss 4-Gang

Fahrwerk
- Radstand 2.250 mm, Spur 1.300 mm, Gesamtlänge 3.900 mm
- Halbelliptische Blattfedern vorne und hinten
- Bremsen an allen vier Rädern (Perrot-System)